# Грабар Ігор Емануїлович
І́гор Емануї́лович Граба́р (рос. Игорь Эммануилович Грабарь, 1871–1960) — радянський художник, реставратор, мистецтвознавець, історик мистецтва, музейний діяч, педагог, професор українського походження, ключова фігура довоєнного радянського мистецтва. Син русофілки Ольги Грабар. Починав як імпресіоніст, потім став офіційним представником соціалістичного реалізму.
Академік АМ СРСР (1947), академік АН СРСР (1943). Народний художник СРСР (1956). Лауреат Сталінської премії першого ступеню (1941).
Численні праці, 5-томова «История русского искусства» (1909—1916) за редакцією Грабара має багато українського матеріалу, зокрема розділ «Українське бароко» (1912).

## Життєпис. Родина
Батько, Емануїл Грабар, був депутатом австрійського парламенту. Дід Ігоря з боку матері — Адольф Добрянський, москвофіл і громадський діяч в Закарпатті і Галичині, що тоді входили до складу Австро-Угорщини.
Ігор Грабар так згадує про діда:

У дитинстві старші всіляко намагалися виправляти наш український говір, перекладаючи його на літературну мову. Особливо дбав про це мій дід по матері, Адольф Іванович Добрянський, особистість настільки яскрава і значна.
Оригінальний текст (рос.)
В детстве старшие всячески старались выправлять наш украинский говор, переводя его на литературный язык. Особенно заботился об этом дед мой по матери, Адольф Иванович Добрянский, личность настолько яркая и крупная.

На честь діда в головному місті краю, Ужгороді, діду згодом буде створено монумент. Мати, Ольга Грабар, теж займалась просвітництвом до народження сина. Хлопця хрестили за православним обрядом, хрещеним батьком був Костянтин Кустодієв, дядько російського художника Бориса Кустодієва.

## Еміграція в Італію
Незважаючи на угорське оточення, родина дотримувалась слов'янської ідеї і вважала себе русинами. Аби не діяти в підпіллі, батько і подався в політику і став депутатом австрійського парламенту. Його слов'янофільську діяльність розцінили як державну зраду і родина була вимушена емігрувати в Італію. Батькові вдалося влаштуватися вихователем дітей князя П. П. Демидова, росіянина за походженням. Разом із родиною П. П. Демидова через три роки вони перебрались в Париж.

## Освіта
Родина перебралась в Російську імперію в 1876 і оселилася в місті Єгорьєвськ, Рязанська губернія. Батько влаштувався викладачем в місцеву гімназію. Ігор навчався в прогімназії, а продовжив навчання в Москві, в ліцеї цесаревича Миколи, яке закінчив із золотою медаллю. По закінченні ліцею влаштувався в Петербурзький університет, юридичний факультет, який закінчив у 1893. Юридичний факультет закінчив і старший брат Ігоря, Володимир Грабар, який став відомим юристом.

## Кар'єра художника
Закінчивши юридичний факультет, не обов'язково було йти в судові установи. Так юристи за першою освітою були художники Врубель Михайло Олександрович, Бенуа Олександр Миколайович. Цим шляхом пішов і Ігор Грабар, що став художником.
Ще в роки навчання в Москві він відвідував уроки малювання в Московському товаристві прихильників мистецтв.
У 1894 став студентом Петербурзької академії мистецтв. Закінчив академію в 1898 і перебрався в Європу, де удосконалював майстерність в Парижі та Мюнхені.
У 1903 перебрався в Москву. Брав участь в виставках «Світу мистецтва». Твори художника беруть на виставки в Мюнхені і в Парижі, виставляють в Осінньому Салоні. Картини Грабаря в 1906 були на виставці російських митців, показаної за сприяння Сергія Дягілєва, а також в Римі на Всесвітній виставці 1909 року.

## Підмосковне Дугіно Мещеріних
Підмосковна садиба Дугіно Мещеріних посіла особливе місце в житті художника. В садибу Ігор Грабар потрапив через знайомство з художником Миколою Мещеріним (1864—1916). Трохи старший за Ігоря, Мещерін теж писав пейзажі в стилістиці імпресіонізму, що подарували декілька тем для живопису уславленого російського художника Ісаака Левітана. Чимало пейзажів створив і Ігор Грабар, але його пейзажі інші за тематикою та колористичними завданнями, ніж твори Левітана. Садиба Дугіно розпізнається в таких творах Грабаря як «Золоте листя».
Орієнтований тоді на пізню дворянську культуру, Ігор Грабар декілька разів звертався до садибної культури у власному живопису. Звідси полотна «Куточок садиби», «Павільйон в Кузьмінках», «Садиба Абрамцево. Паркан».

## Відхід від живопису
Художня творчість не головувала в уяві Ігоря Грабаря. Так, у 1909—1923 він відійшов від живопису. Він береться за архітектуру і вибудував за власним проектом санаторій «Захар'їно» під Москвою, де втілив власні архітектурні образи, навіяні італійським відродженням та російським класицизмом. Поринає в мистецтвознавство, в історію мистецтва, в музейну справу, в охорону пам'яток старовини, котра тісно пов'язана з мистецтвознавством і музейною справою. У 1917 він оприлюднив практично перший каталог очоленої ним Третьяковської галереї.
Грабар друкує монографії, присвячені творчості Валентина Сєрова та Ісака Левітана, котрі нещодавно покинули цей світ. Ігор Емануїлович віддав багато часу і зусиль для створення рукопису та друку першого шеститомового видання «Історії російського мистецтва».
У 1913—1925 посів місце голови Третьяковської галереї, котра стала державним музейним закладом, в галереї зробив реекспозицію за історичним принципом. Це було порушенням рішення самого Павла Третьякова, заповітом якого було залишити зібрання недоторканим. Так був втрачений шанс мати цілісне музейно-меморіальне зібрання в Москві на кінець 19 ст. А комуністичний уряд згодом перетворив Третьяковську галерею на філію радянської пропаганди з культом Сталіна і сталінських генералів та сталінських академіків на кшталт Трохима Лисенка.

## Ігор Грабар і сталінський режим
Грабар відрізнявся здатністю ефектно себе зберігати. Так, він ще замолоду був знайомим з дружиною Льва Троцького — Наталею Седовою. Разом із пані-товаришкою Седовою Грабар працює в новоствореному музейному відділі Наркомпросу (Народного комісаріату просвіти). По більшовицькому перевороту 1917 р. і перенесенню столиці в Москву Лев Троцький оселився в колишній садибі Юсупових Архангельське. Вже на початку сталінських репресій Ігор Грабар свідомо покидає всі значні посади і згадує, що він ще й художник. І пише портрет дівчинки Світлани Алілуєвої, доньки генсека…
Навіть близькість до родини Троцького не зачепить Грабаря під час репресій. Ігор Грабар керував Центральними реставраційними майстернями в Москві. Кремлівський уряд призначає його головою численних радянських комісій, що відають конфіскаціями ікон з церков і монастирів та творів мистецтва з покинутих напризволяще садиб і палаців.

## Трофейні компенсації за ідеєю Грабаря
З початку Німецько-радянської війни німецькі загарбники проводили планові конфіскації коштовних книг і творів мистецтва на територіях СРСР у межах плану «Лінц». На тлі хаосу перших двох років війни і значної втрати музейних скарбів і історично значущих споруд Ігор Грабар розробив і подав сталінському урядові проект-обґрунтування компенсацій радянській стороні з боку музеїв і промисловості фашистської Німеччини та її союзників. Саме він очолив Бюро експертів, котре готувало списки коштовних творів мистецтва з музеїв Німеччини, а також готувало «трофейні бригади» для конфіскації означених музейних речей. Бюро також приймало трофейні компенсації (рукописи і стародруки, архіви, старовинні килими і гобелени, живопис, графічні зібрання та твори декоративно-ужиткового мистецтва).
Отже, комуністи пішли по стопах нацистів. Трофейні твори мистецтва будуть приховані на території СРСР з забороною їх оприлюднення та експонування майже на 50 років. Лише найзначущіші були повернуті, серед яких Дрезденська картинна галерея та Пергамський вівтар.

## Співпраця художника Карла Лопяло з Ігорем Грабарем
По закінченню Московського архітектурного інституту 1950 року Карла Лопяло взяли на роботу в Інститут історії мистецтв. Так Карл Лопяло був залучений до роботи великого колективу відомих російських науковців-мистецтвознавців зі створення багатотомового видання « Історії російського мистецтва». Праця з Ігорем Грабарем в Інституті історії мистецтв над реконструкціями для багатотомової «Історії російського мистецтва» надала можливість Карлу Карловичу Лопяло проявити як талант художника, так і архітектора-історика, накопичити ті знання з теорії та історії архітектури, котрі він потім блискуче застосовував і в роботі з Петром Барановським. З відновленням роботи ВООПИК Карл Лопяло став активним членом товариства по вивченню пам'яток історії і культури тодішнього СРСР. Брав участь в декількох архітектурних, археологічних та краєзнавчих експедиціях.

## Родина
Дружина: Валентина Михайловна Мещерина (1892—1959)
Діти: донька Ольга (1922 р.н.) та син Мстислав (1925—2006)

## Смерть
Помер в Москві. Похований на Новодівочому цвинтарі.

## Вибрані твори (живопис)
- «Автопортрет»
- «Біля кузні»
- «Золоте листя»
- «Портрет Ло Гатто Етторе»
- «Соняшники»
- «Дугіно Мещерінових. Схід сонця»
- «Портрет художника Антона Ашбе» (малюнок)
- «Зима»
- «Іній»
- «Груші, порцеляна і блакитна скатерка»
- «Портрет сина»
- «Ожеледиця»
- «Балюстрада»
- «Гладкі жінки»
- «Блакитний візерунок»
- «Біля самовара»
- «Куточок садиби»
- «Хризантеми»
- «Портрет К. Медової»
- «Згасаючий день»
- «Під березами»
- «Автопортрет із дружиною»
- «Сніг у вересні»
- «За книгою»
- «Вулиця Тверська (Москва)»
- «Портрет батька»
- «Нова дача»
- «Куточок зникаючої Москви»
- «Московський дворик»
- «Весінній вітрець»
- «Кафе. Мюнхен»
- «Ранковий чай»
- «Осінь»
- «Портрет дочки»
- «Автопортрет з палітрою і в білому халаті»
- «Зимовий ранок»
- «Пані за піаніно»
- «У саду»
- «Похмурий день»
- «Автопортрет у капелюху»

## Галерея

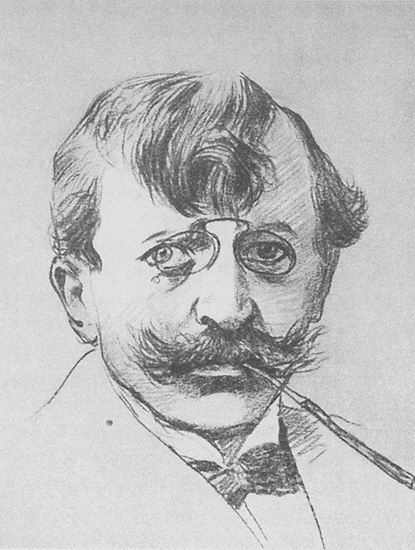
«Портрет художника Антона Ашбе» (малюнок), 1899
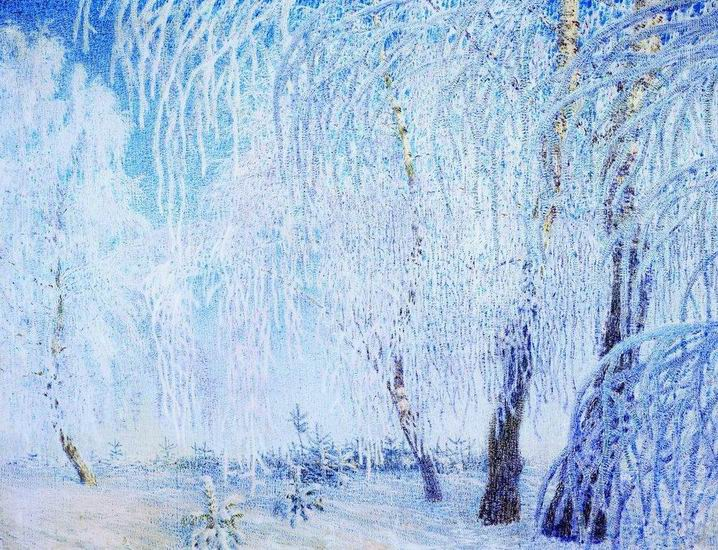
«Іній», 1905
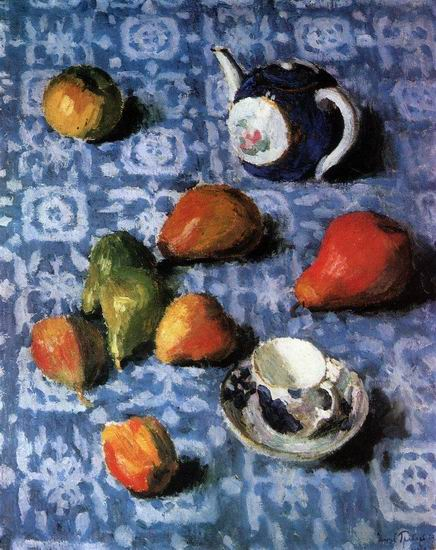
«Груші, порцеляна і блакитна скатерка», 1915
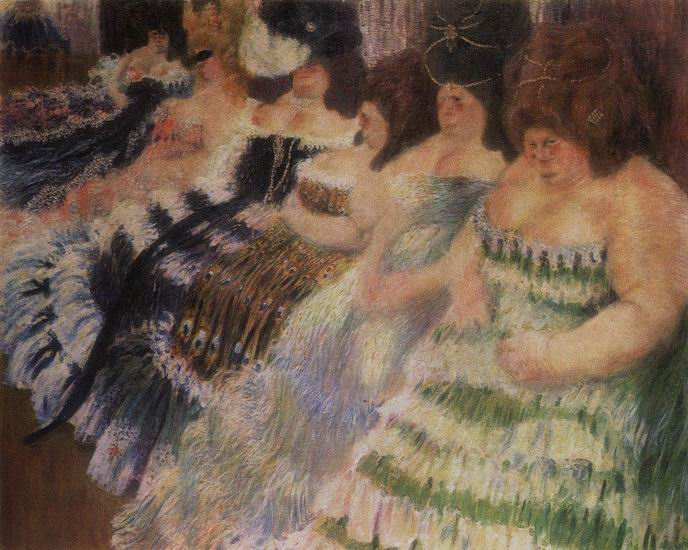
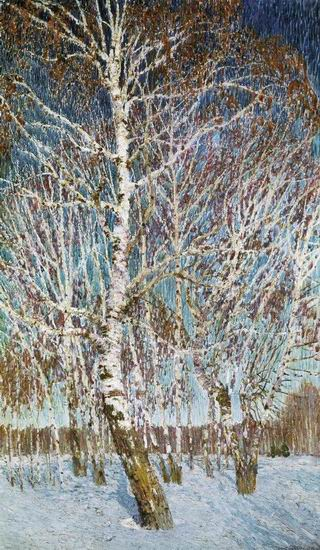
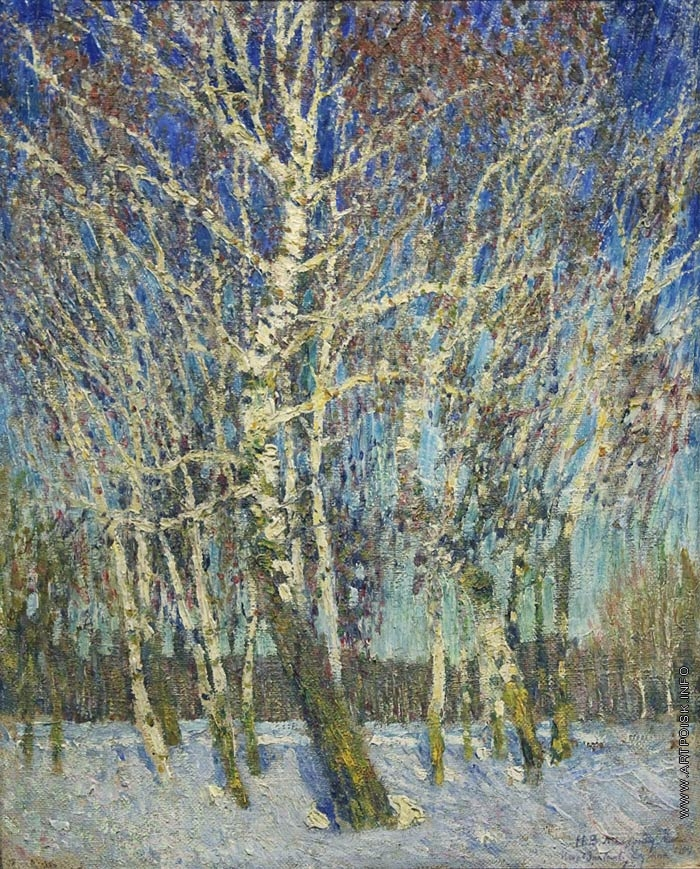
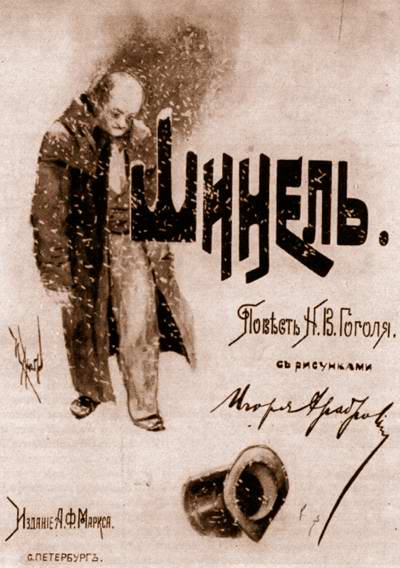
Гоголь: шинель
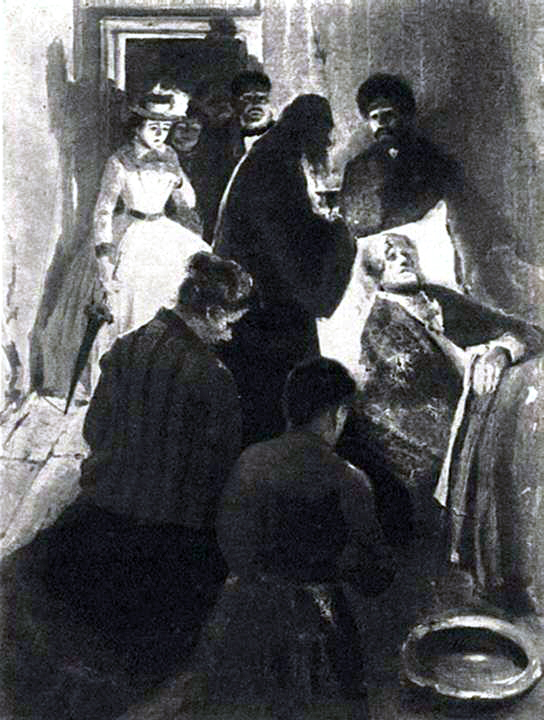
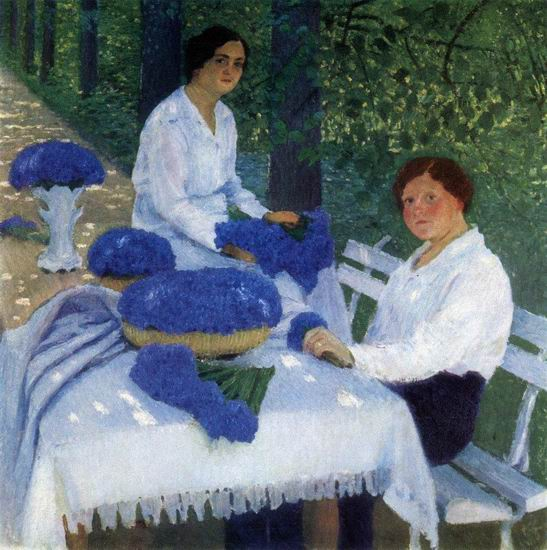
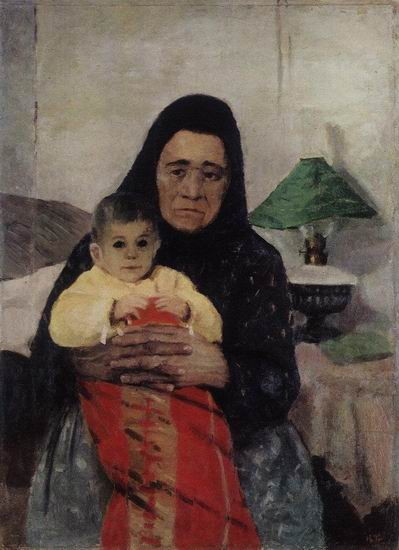
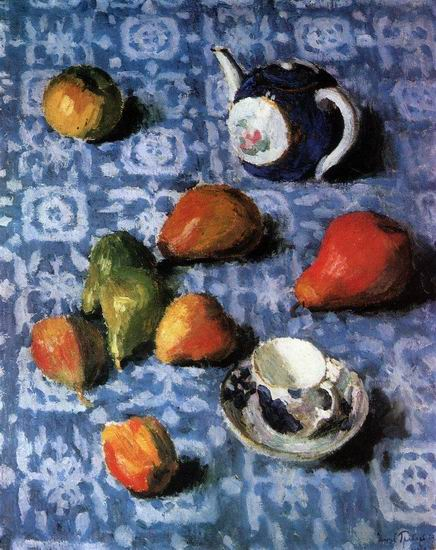
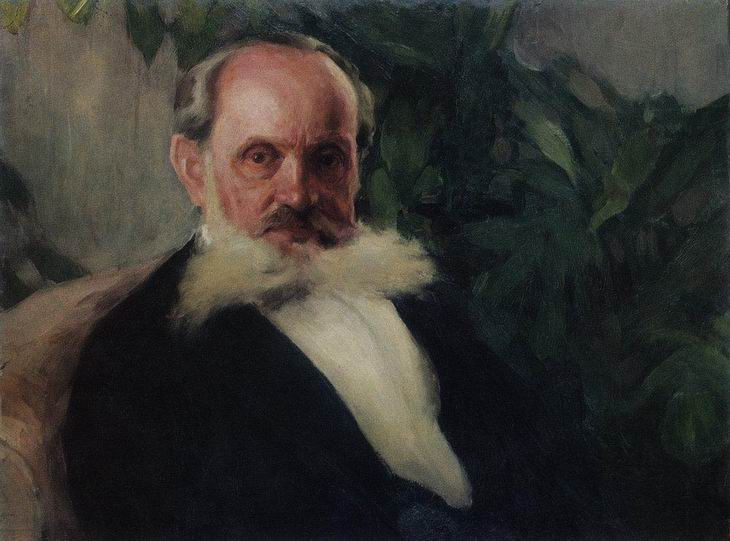
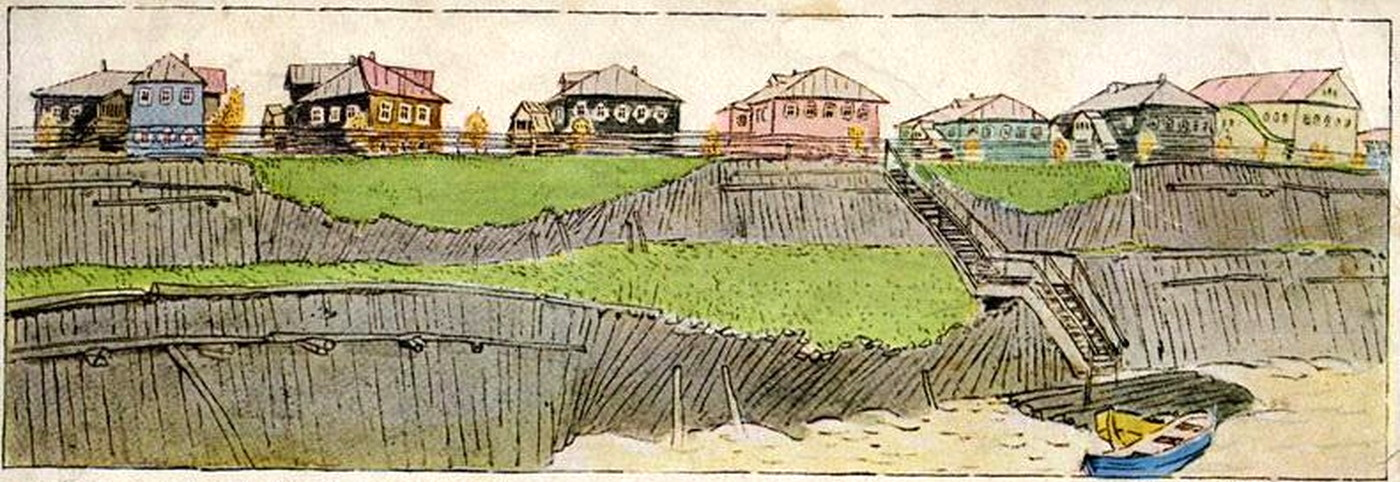
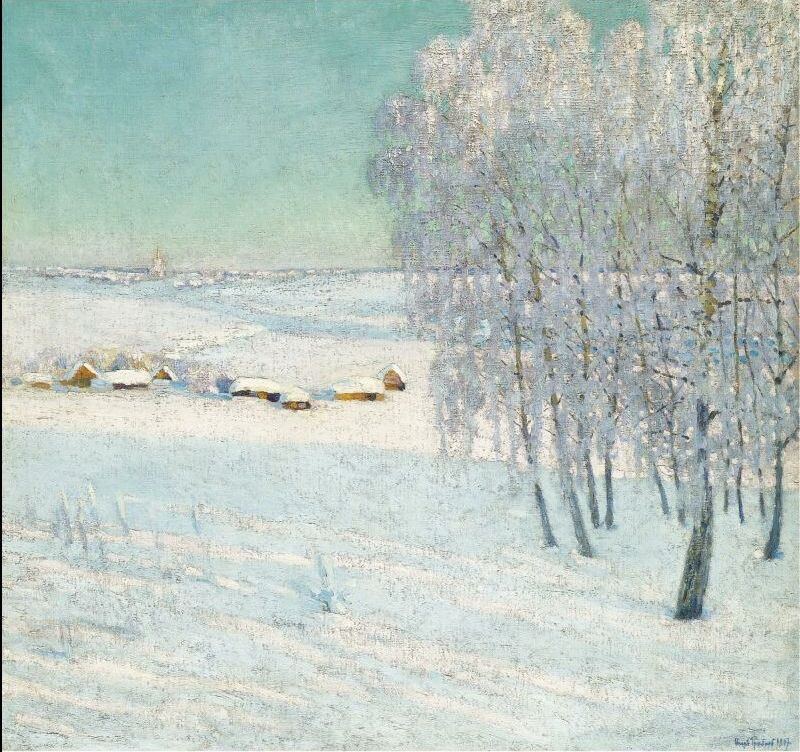
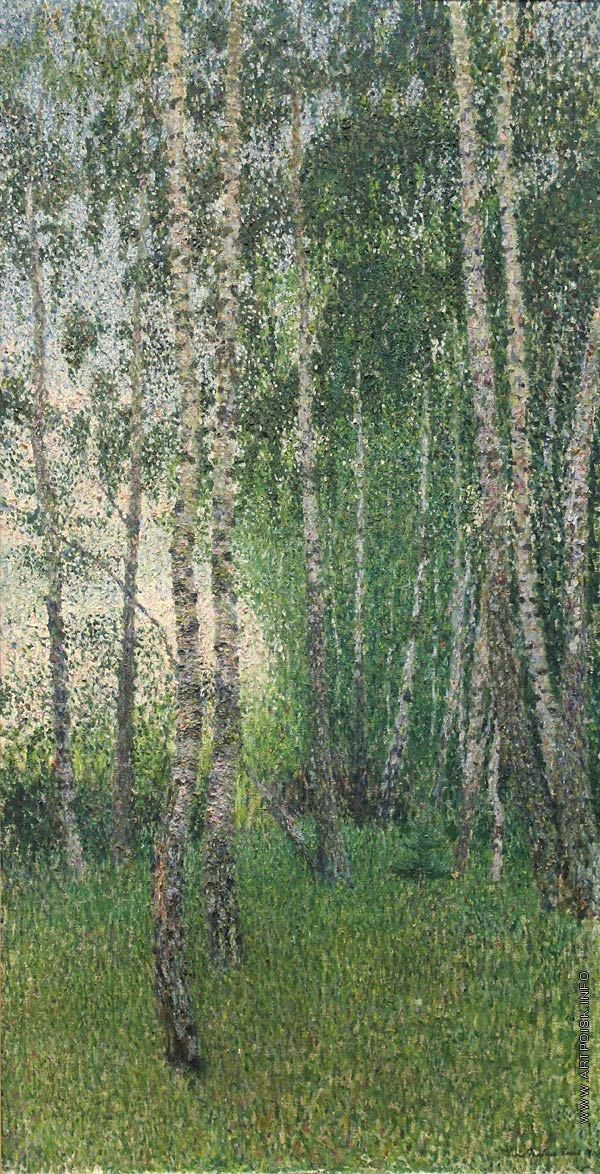
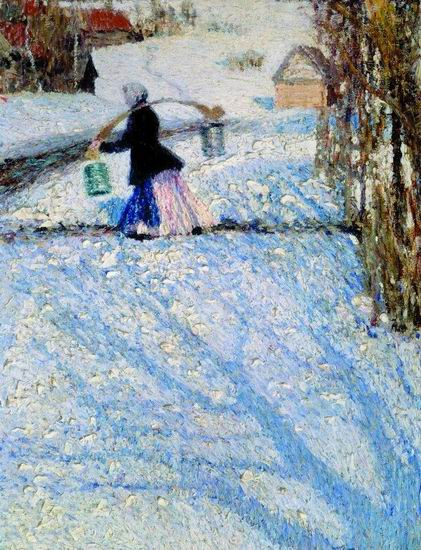